# Chùa Linh Quang (Đà Lạt)

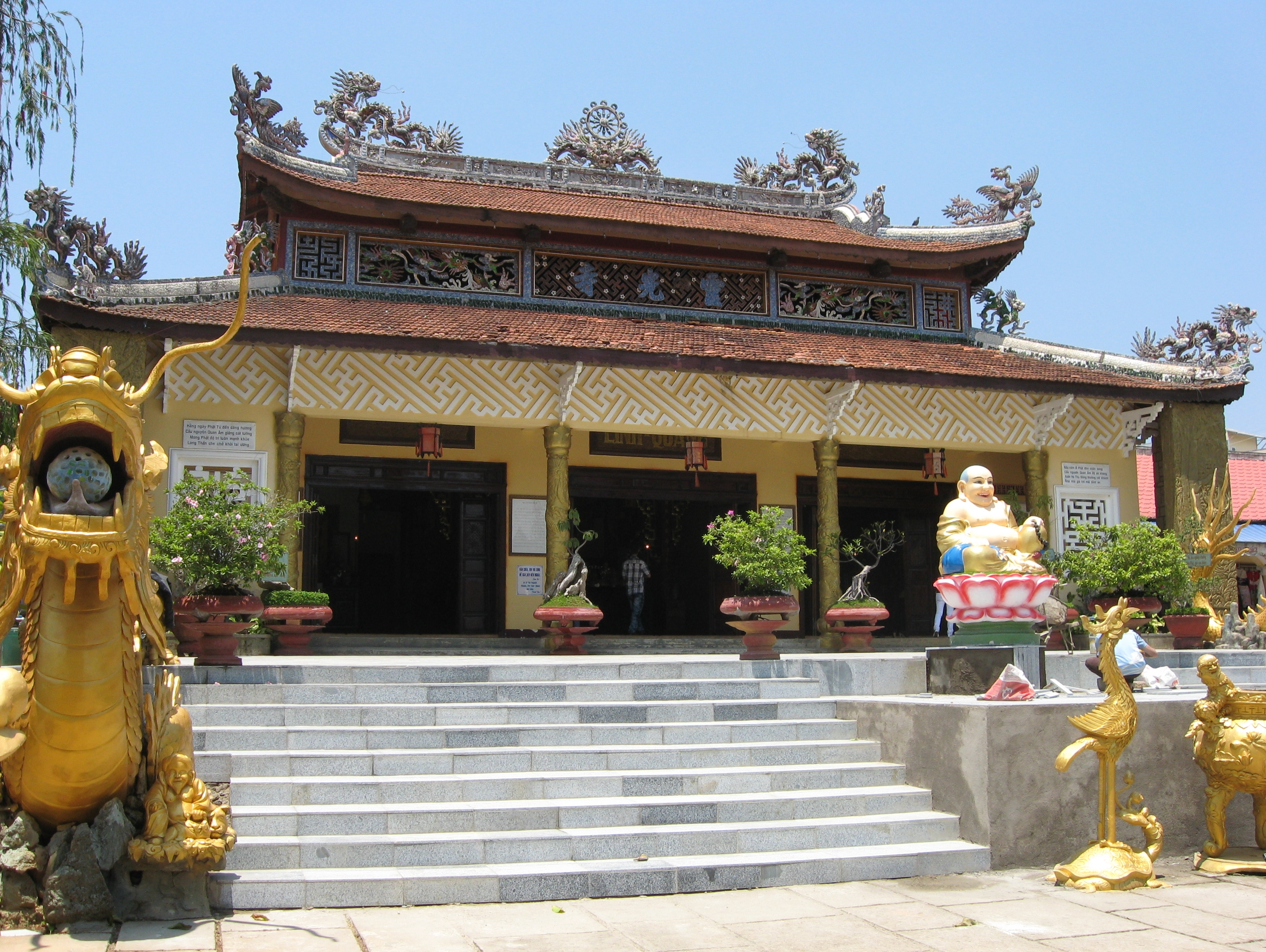
Chùa Linh Quang

Chùa Linh Quang tọa lạc tại số 133 đường Hai Bà Trưng, thành phố Đà Lạt. Đây là ngôi chùa đầu tiên được xây dựng tại thành phố này vì thế còn có tên gọi là Linh Quang tổ đình.
Ngôi chùa do Hoà thượng Thích Nhân Thứ tạo lập vào năm 1931, sau đó được các hoà thượng trụ trì kế tiếp trùng tu, đặc biệt là vào năm 1958 và năm 1972 dưới thời Hòa thượng Thích Minh Cảnh trụ trì. Ngôi chùa đã được vua Bảo Đại ban sắc tứ vào năm 1938. 

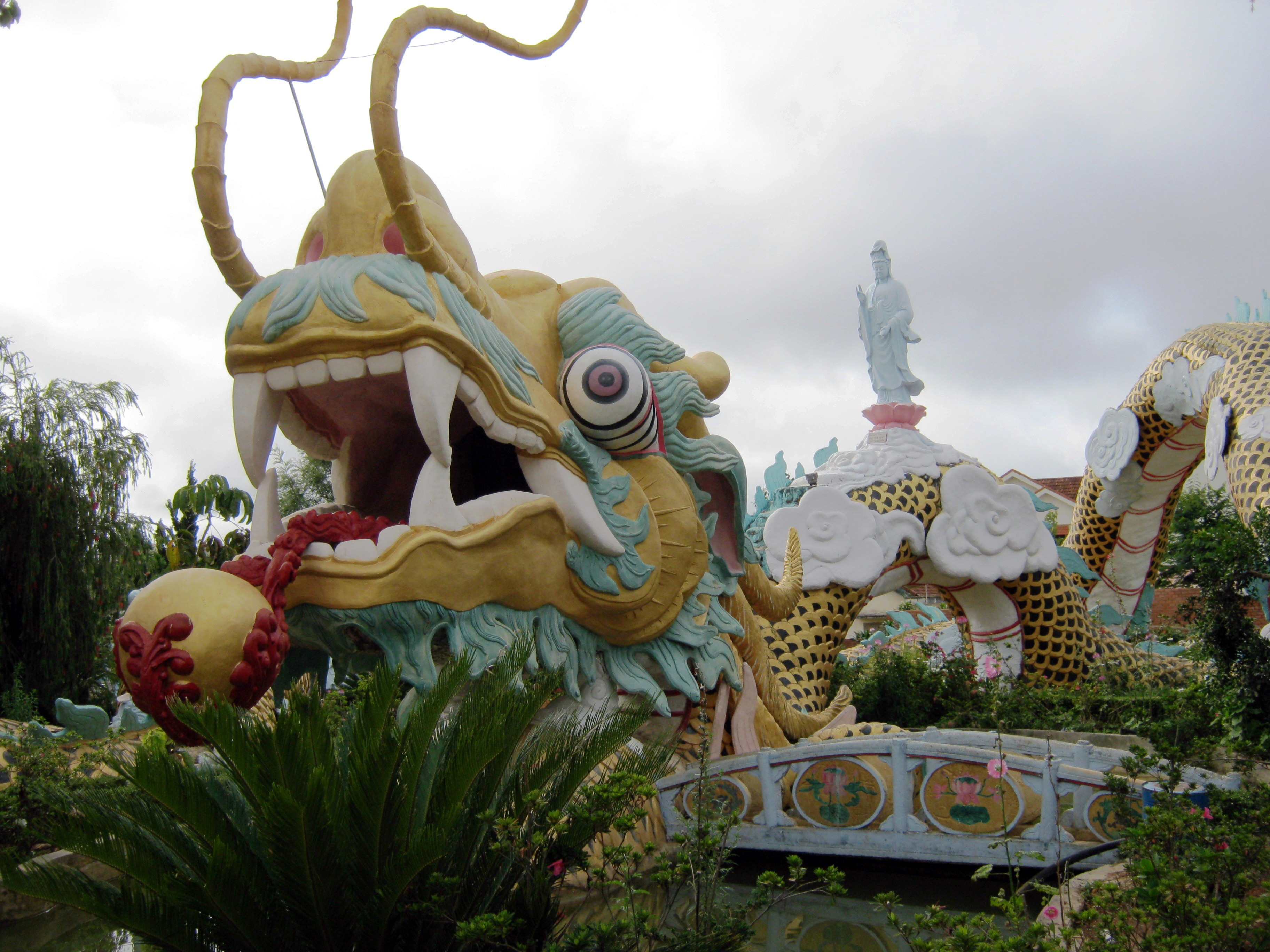
Tượng rồng ở chùa Linh Quang

Chùa có lối kiến trúc cổ, mái chồng cong, trên mái hình long (rồng), lân, quy, phụng được gắn bằng những mảnh sành đủ màu sắc. Tòa chính điện chùa Linh Quang dài 20 mét, gồm ba gian thông nhau. Tiền điện có 4 trụ đồng đắp rồng. Phía trên cửa chính vào nội điện có chữ "Chùa Linh Quang". Chính điện thờ Phật Thích Ca ngồi trên tòa sen, hai bên là Bồ tát Quán Thế Âm và Hộ pháp. Phía sau chính điện là nhà Tổ thờ Bồ Đề Đạt ma. Trong khuôn viên chùa còn có ba bảo tháp và một tượng Quan Thế Âm thị hiện trên thân một con rồng dài bằng xi măng cốt thép được tạo tác rất mỹ thuật.